# Fisker Tramonto
Fisker Tramonto – samochód sportowy klasy średniej produkowany przez amerykańskie przedsiębiorstwo Fisker Coachbuild w latach 2005–2006.

## Historia i opis modelu

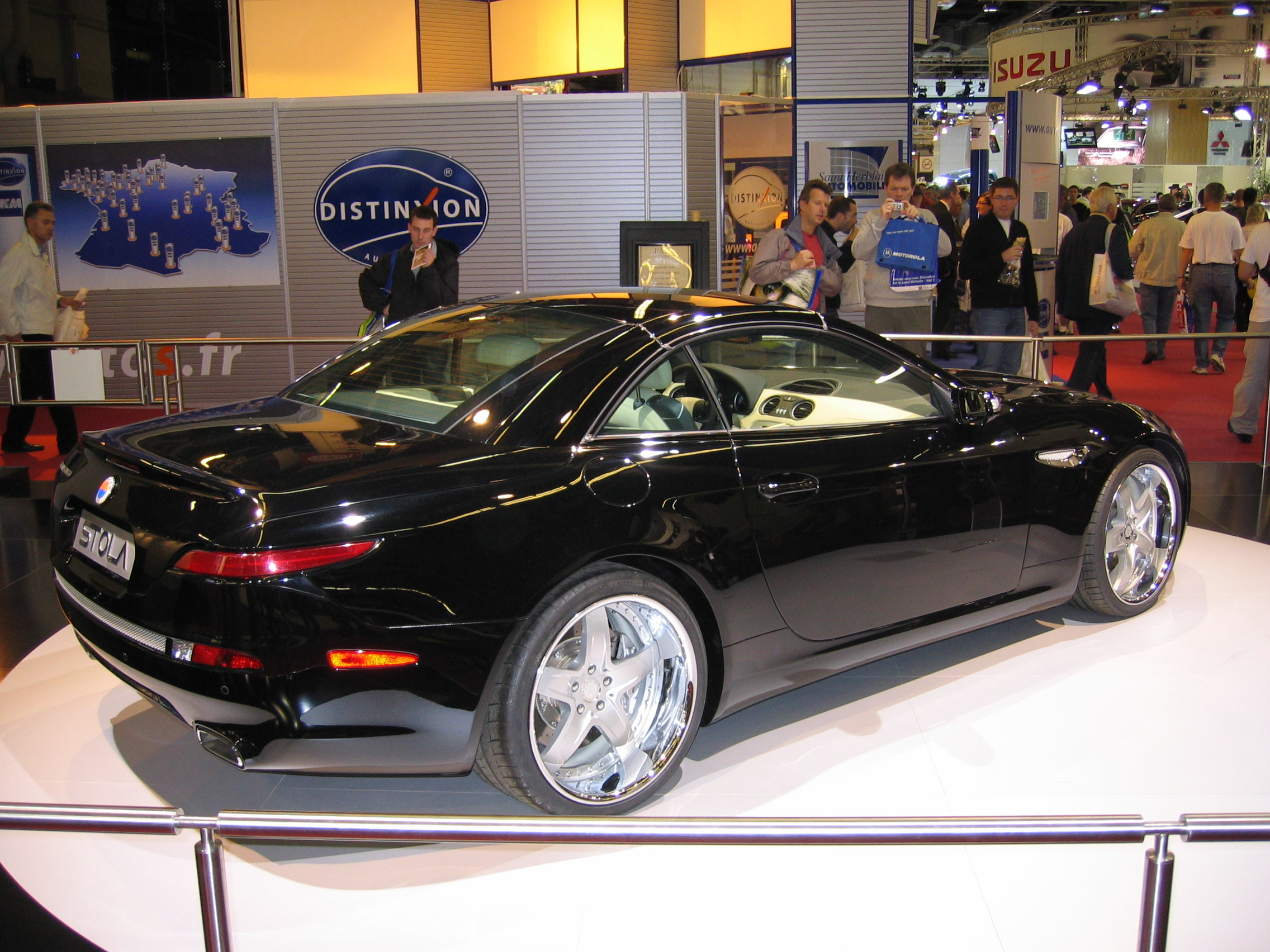
Fisker Tramonto - tył

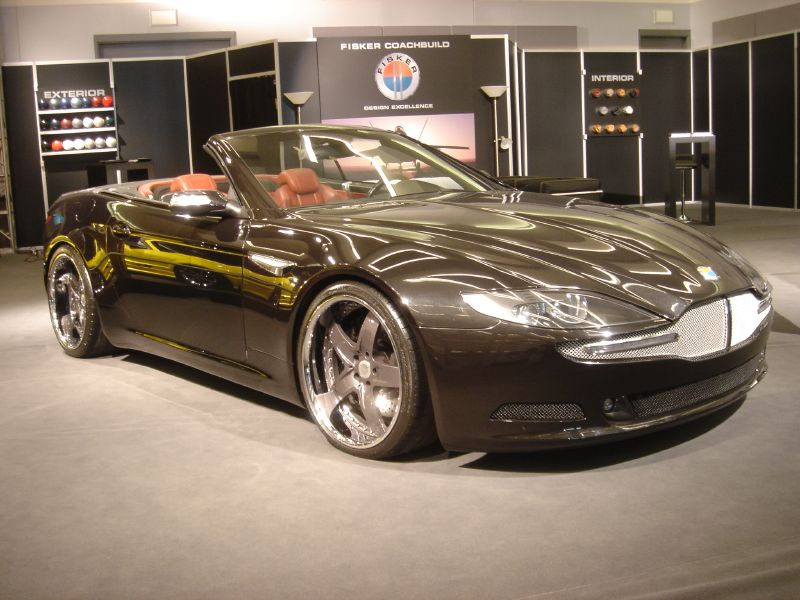
Fisker Tramonto w salonie

Jesienią 2005 roku na Salonie Samochodowym we Frankfurcie nowo założone wówczas przedsiębiorstwo Fisker Coachbuild przedstawiło swoją pierwszą konstrukcję. Pojazd został zbudowany na bazie Mercedesa SL, przechodząc w stosunku do niego obszerne modyfikacje wizualne. Zmienił się wygląd i ukształtowanie przedniego pasa z charakterystyczną, szeroką atrapą chłodnicy, a także bardziej kanciasty bagażnik z wąskimi, podłużnymi lampami. 

### Sprzedaż
Fisker Tramonto miał być samochodem małoseryjnym, z limitowaną produkcją oszacowaną na ok. 150 sztuk. Ostatecznie nie udało się jednak spełnić tych planów, poprzestając na 15 wyprodukowanych egzemplarzach.

### Silniki
- V8 5.4L Kompresor M113K Mercedes 500 KM
- V12 5.5L Biturbo M275 Mercedes 720 KM